# Jasper
Jasper單曲，為木村KAELA的個人第11張單曲，

於2008年2月6日由哥倫比亞音樂發行。

## 曲目
1. Jasper
  - 作詞：木村KAELA／作曲・編曲：石野卓球
  - 為角川電影『魔法玩具城』日本區主題曲。
  - 為神奈川音樂節目「SakuSaku」2008年2月份片尾曲。
2. Dive Into Shallow
  - 作詞：日高央／作曲・編曲：BEAT CRUSADERS
3. Jasper（Instrumental）
4. Dive Into Shallow（Instrumental）

## 解説
- 初回限定盤附DVD，收錄2首「No Reason Why」「Honey B〜蜜蜂之舞」的PV，且初回盤與通常盤封面不同。
- 「Jasper」為2008年2月16日於日本上映的電影『魔法玩具城』的日本語版主題曲。
- 石野卓球（日本電音教父）製作，且為本人首度嘗試的Techno電子曲風。
- C/W曲「Dive Into Shallow」是自「Snowdome」以來2度為BEAT CRUSADERS的作曲。
- 台灣於2008年3月7日由風雲唱片代理發行台壓（CD+DVD版本）。